# Ciénega del Pilar
Ciénega del Pilar är en ort i Mexiko.   Den ligger i kommunen Moris och delstaten Chihuahua, i den nordvästra delen av landet, 1 400 km nordväst om huvudstaden Mexico City. Ciénega del Pilar ligger 1 365 meter över havet och antalet invånare är 188.
Terrängen runt Ciénega del Pilar är bergig åt sydväst, men åt nordost är den kuperad. Terrängen runt Ciénega del Pilar sluttar söderut. Runt Ciénega del Pilar är det mycket glesbefolkat, med 2 invånare per kvadratkilometer. Ciénega del Pilar är det största samhället i trakten. I omgivningarna runt Ciénega del Pilar växer huvudsakligen savannskog.